# Довганич Іван Іванович
Іван Іванович Довганич (нар. 21 вересня 1971) — український дипломат. Надзвичайний і Повноважний Посол України в Іраку (з 21 червня 2024).

## Біографія
Народився 21 вересня 1971 року в селі Велика Копаня Виноградівського району на Закарпатті.
Навчався на історичному факультеті Київського педагогічного інституту ім. О. М. Горького (нині національний педагогічний університет ім. М.П. Драгоманова) та в Національній академії державного управління при Президентові України.
З 2007 по 2008 — Тимчасовий повірений у справах України в Іраку.
З 9 червня 2008 по 5 лютого 2010 — Надзвичайний і Повноважний Посол України в Соціалістичній Республіці В'єтнам.
З 1 червня 2009 по 5 лютого 2010 — Надзвичайний і Повноважний Посол України в Королівстві Камбоджа за сумісництвом.
З 2010 — Директор Департаменту міжнародного співробітництва Федерації роботодавців України. Член Правління Товариства «Україна-В'єтнам».
З 21 червня 2024 року — Надзвичайний і Повноважний Посол України в Республіці Ірак. 24 листопада 2024 року Довганич вручив вірчі грамоти Президенту Іраку Абдулу Латіфу Рашиду.
Автор серії книг під псевдонімом Дід Свирид.